# Matar Coly
Matar Coly (Tivaouane, Senegal, 10 de noviembre de 1984) es un futbolista senegalés. Juega de delantero y su actual equipo es el Football Club Lausanne Sports.

## Carrera
Matar Coly debutó en el Génération Foot Dakar a la edad de 10 años. A los 18 años dejó su tierra natal para jugar en el RC Lens. En el 2005 luego de dejar el RC Lens Neuchâtel Xamax lo contacta para una prueba, acepta y algunos días después es contratado.

## Clubes
| Club                          | País                   | Año       |
| ----------------------------- | ---------------------- | --------- |
| Generátion Foot Dakar         | Senegal                | 1994-?    |
| RC Lens                       | Francia                | 2003-2005 |
| Neuchatel Xamax               | Suiza                  | 2005-2008 |
| Al-Wahda                      | Emiratos Árabes Unidos | 2009      |
| Young Boys                    | Suiza                  | 2009-2013 |
| Football Club Lausanne Sports | Suiza                  | 2013      |

- Datos: Q456285